# Гвоздево (Харьковская область)
Гвоздево (укр. Гвоздьове) — село в Валковской городской общине Богодуховского района Харьковской области Украины.
Код КОАТУУ — 6321281504. Население по переписи 2024 г. составляет 15 (6/9м/ж) человек.

## Географическое положение
Село Гвоздево находится на правом берегу реки Коломак.
Ниже по течению в 1 км расположен пгт Коломак.
Выше по течению в 2-х км находится село Высокополье.
Рядом с селом большой лесной массив урочище Хмелевое (дуб).
Через село проходит железная дорога (узкоколейка) со станции Водяная Южной железной дороги до Новоивановского сахарного завода.

## Происхождение названия
Современное название происходит от имени владельца земель хуторян помещика Гвоздева.

## История
- 1820 — ориентировочная дата основания.
- 1941 — в селе насчитывалось 66 дворов.

В послевоенные годы построена начальная школа, клуб, возобновлена работа колхоза "Днипрельстан".
- 1985 — насчитывалось 36 дворов и 64 жителя.

## Объекты социальной сферы
- Клуб.